# Aitor Hernández
Aitor Hernández Guitérrez (Ermua, 24 de janeiro de 1982) é um ciclista profissional espanhol que participa em competições de ciclismo de estrada.